# تی‌ورلدز
«تی‌ورلدز» (انگلیسی: Teeworlds) یک بازی ویدئویی در سبک سکوبازی است؛ که در سال ۲۰۰۷ و در پلت‌فرم‌های مایکروسافت ویندوز، لینوکس، سیستم‌عامل‌های مکینتاش، و مک‌اواس منتشر شده‌است.